# Eustala conformans
Eustala conformans là một loài nhện trong họ Araneidae.
Loài này thuộc chi Eustala. Eustala conformans được Ralph Vary Chamberlin miêu tả năm 1925.